# موجة جاذبية مغناطيسية
الموجة الجاذبية المغناطيسية (بالإنجليزية: Magnetogravity wave) هي نوع من موجات البلازما. الموجة الجاذبية المغناطيسية هي موجة جاذبية صوتية ترتبط بتذبذبات في خلفية المجال المغناطيسي. في هذا السياق، تشير موجة الجاذبية إلى موجة السوائل الكلاسيكية، ولا ترتبط إطلاقًا بالموجة الثقالية النسبية.